# Palacio de la condesa de Lebrija (Sevilla)
El palacio de la condesa de Lebrija o palacio de Lebrija, en Sevilla, está ubicado en una de las calles más concurridas del centro de la ciudad, la calle Cuna, paralela a la famosa calle Sierpes. Data del siglo XVI y lo más característico es la impresionante colección de mosaicos romanos, que pavimentan prácticamente toda la planta baja, por lo que es considerada la "casa-palacio mejor pavimentada de Europa".
El palacio, además de estar abierto al público como museo desde 1999, alquila sus salones y patios para presentaciones, incentivos, cenas de gala, conferencias, conciertos etc. 

## Historia

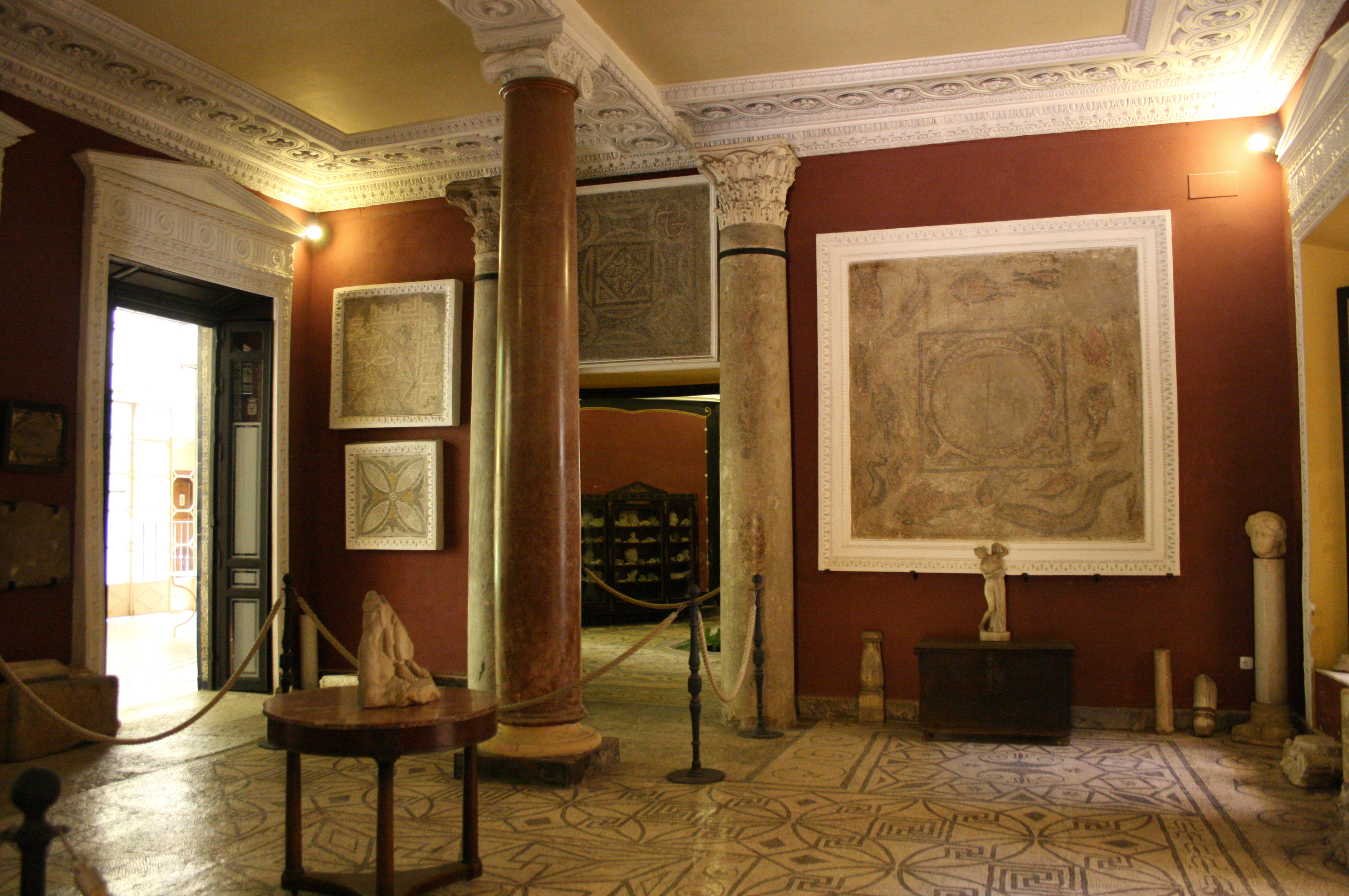
Una de las salas.

Comienza a construirse como casa señorial con el estilo propio del siglo XV, la fachada es de estilo sevillano realizada en el mismo siglo, entre los siglos XVIII y XX es remodelado y ampliado.
En sus orígenes esta casa perteneció a la familia Paiba, posteriormente fue propiedad de los condes de los Corbos y los condes de Miraflores. En el año 1901 pasa a ser propiedad de María Regla Manjón y Mergelina (condesa de Lebrija) que lo restaura y acondiciona para albergar su valiosa colección de antigüedades, para lo que contó con la colaboración del arquitecto José Sáez y López. Como apasionada por la arqueología decidió adornarlo con piezas que aparecieron en terrenos de su propiedad, así como otras colecciones que compraba a comerciantes de antigüedades.

## Descripción del edificio

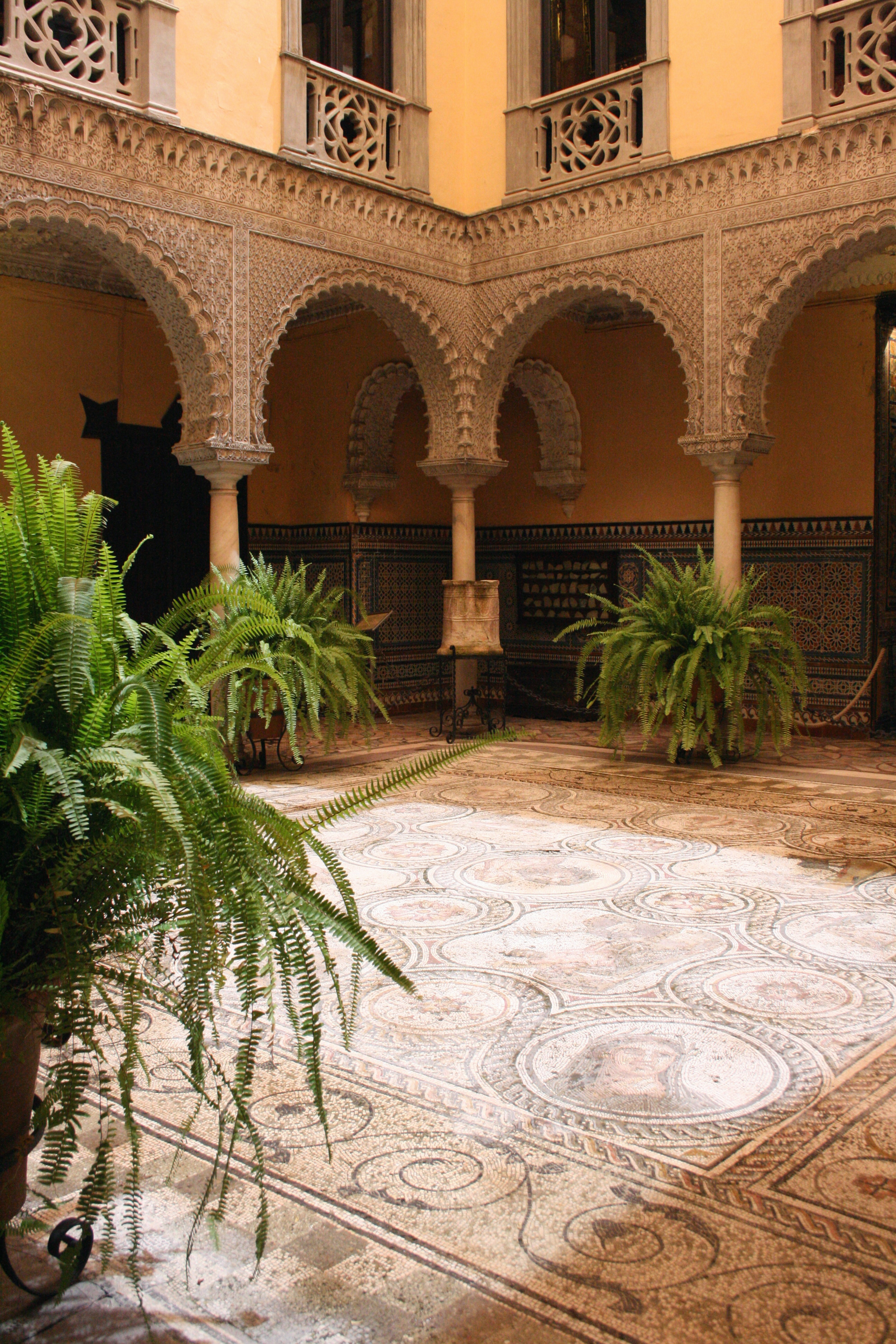
Patio principal.

Tiene una superficie de aproximadamente 2.500 m² repartida en dos plantas. Presenta una portada de dos cuerpos, labrada en mármol, con pilastras en los lados de la planta baja. Se accede a un zaguán con techumbre de madera, separado por una amplia reja de hierro dorado y policromado. La solería del pavimento constituye uno de los elementos más destacados del palacio, se trata de un opus sectile compuesto por mármoles romanos polícromos. Es destacable también la gran colección de azulejería de toda la casa, que data desde el siglo XVI. En el patio central, destacan las yeserías que adornan arcos con columnas de mármol, y el mosaico romano que data del siglo II y III. Este mosaico apareció en terrenos propiedad de la condesa, concretamente en el olivar de los Palacios. El medallón central representa al Dios Pan con la flauta, enamorado de Galatea, a la cual dedica sus sones y cantos, ocho medallones representan escenas de las aventuras amorosas de Zeus y en las esquinas se encuentra la representación de las estaciones del año.
Sus paredes son un auténtico muestrario de estilos arquitectónicos poseyendo elementos como arcos de traza árabe, adornos platerescos, zócalos de azulejos procedentes de un convento en ruinas, artesonado de un palacio del siglo XVI, un friso renacentista, la fachada y planta al estilo andaluz sevillano. 
La planta baja está compuesta por varios salones y patios donde se encuentran los restos arqueológicos y colecciones. En la planta alta se muestran las estancias mantenidas tal como vivía la familia, hasta que falleció el último Conde de Lebrija en 1999. En esta planta se exponen asimismo los objetos comprados por la condesa durante sus viajes.
También posee una amplia biblioteca con un número superior a 4.000 volúmenes.
La planta baja se utilizaba durante el verano y la alta en invierno.

## Colecciones del Palacio-Museo

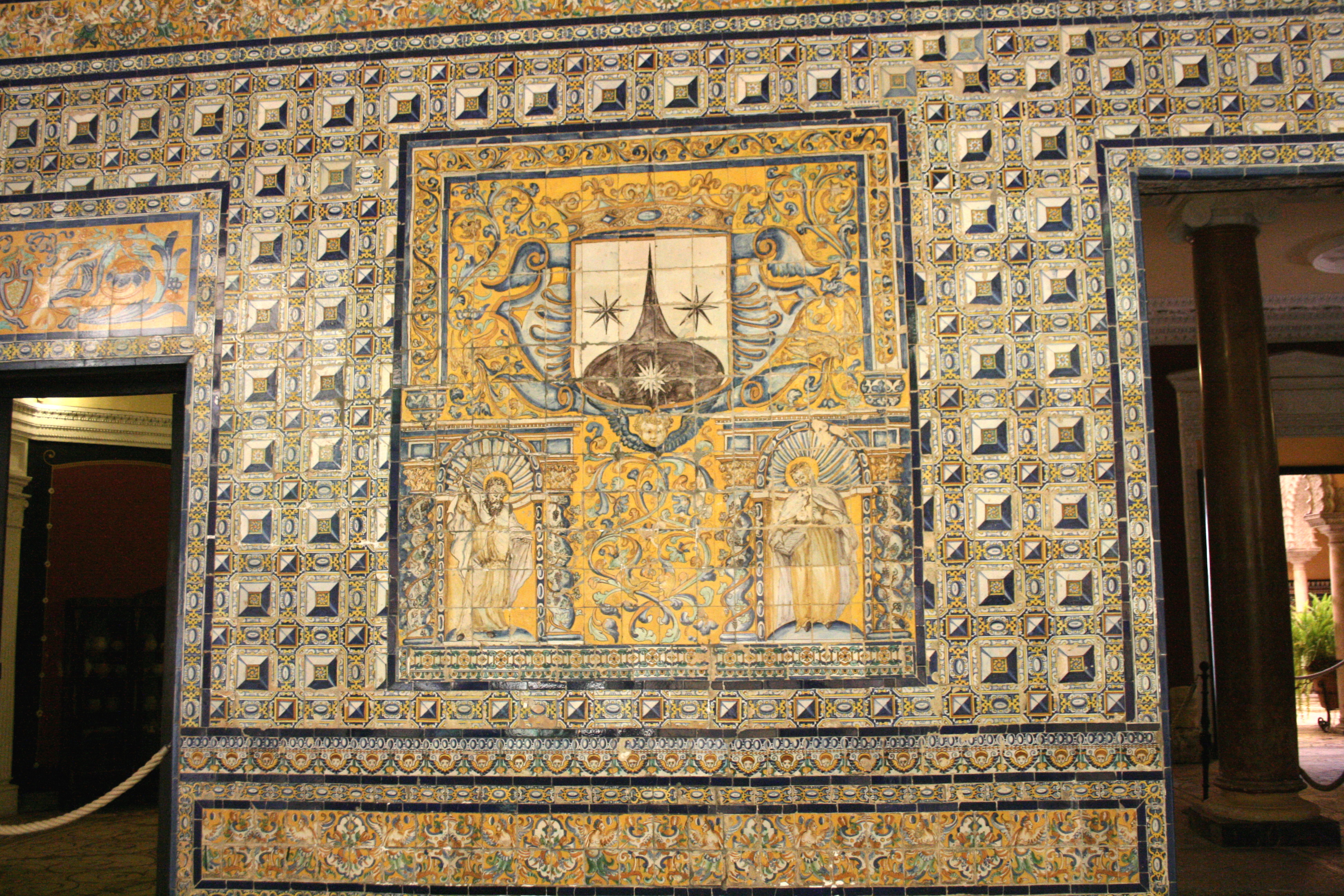
Azulejería parietal del palacio.

En 1999, los descendientes de la condesa y propietarios actuales decidieron abrir la casa al público como museo, desde entonces se puede visitar la planta baja libremente y la planta superior, donde se encuentran las estancias familiares, con guía.
En el palacio, además de los restos arqueológicos pueden observarse elementos de la época árabe y romana, una colección de brocales de pozo, ánforas, columnas y esculturas, bustos grecorromanos y representaciones mitológicas junto con otros de estilo chino y persa todos ellos exhibidos tanto en paredes como en vitrinas, precisamente en una de las vitrinas se exhibe la colección glíptica encontrada en Itálica.
Entre sus obras pictóricas destacan piezas de Van Dyck, de Bruegel el Viejo y cuadros de la Escuela de Murillo.